# Isola Madre
Die Isola Madre (deutsch: Mutterinsel) zählt zu den Borromäischen Inseln und ist die größte Insel im Lago Maggiore.
Die gesamte Insel (220 Meter breit und 330 Meter lang) ist von einem historischen Gebäude-Ensemble und einer Parkanlage bedeckt, dem Palazzo Madre. Ursprünglich hieß die Insel Isola di San Vittore (deutsch: St.-Viktor-Insel) und später Isola Maggiore (deutsch: Große Insel). Die Insel gehört zur Gemeinde Stresa.

## Geschichte
Historische Quellen erwähnen im 9. Jahrhundert eine Kirche auf der Insel, die dem heiligen Viktor geweiht war (vermutlich ein Ableger der Pfarrkirche von Verbania), sowie einen Friedhof. Die Existenz einer militärischen Befestigung aus dieser Zeit – ähnlich wie die des Kastells San Angelo auf dem Isolino San Giovanni – ist nicht ausgeschlossen, kann aber archäologisch nicht belegt werden. Als gesichert gilt, dass zu dieser Zeit auf der Insel Olivenöl zu sakralen Zwecken gewonnen wurde.
Die Isola Madre wurde 1014 von Kaiser Heinrich II. dem Frauenbenediktinerkloster San Felice von Pavia geschenkt.
Ab 1501 begann Lancilotto Borromeo, einer der fünf Söhne von Giovanni III Borromeo und Cleofe Pio di Carpi, auf der Insel Zitrusfrüchte zu züchten, die er zusammen mit einem Gärtner ("hortolano") aus Ligurien kommen ließ. Er befahl außerdem den Bau eines Herrenhauses, das zum Kern der Palastanlagen werden sollte, die ab 1580 unter Renato I Borromeo im Renaissance-Stil erweitert wurden. In diesen Jahren etablierte sich auch eine Dynastie von Gartenverantwortlichen hortolani, der Familie Della Torre, die bis zum Beginn des 19. Jahrhunderts auf der Isola Madre lebte.
Ab etwa 1823 bis 1825 wandelten Giacomo und Francesco Rovelli, Gartenbauer aus Monza, die kultivierten Teile der Insel in einen Landschaftsgarten im Englischen Stil um und bewahrten damit auch den ursprünglich erhaltenen Wald im Nordwesten der Insel. Dies geschah auf Anregung der Grafen Giberto V Borromeo und Vitaliano IX Borromeo Arese. Der Englische Garten auf der Isola Madre gilt als herausragendes Beispiel von Gartenbaukunst in Italien.

## Bauwerke
- Palazzo Madre (erbaut im 16. bis 18. Jahrhundert auf den Resten der ursprünglichen Kirche, dem Friedhof und (vermutet) einem Kastell)
- Familienkapelle von 1858 (die im Gegensatz zur Kirche auf der Isola Bella keine Grabmäler enthält)
- Landschaftsgarten im englischen Stil auf einer Fläche von fast acht Hektar, auf einem Zitrushain errichtet; berühmt ist die „Totenstiege“ (scala dei morti), benannt wohl nach dem Friedhof der Insel, die in den letzten Jahrzehnten mit einer bedeutenden Glyzinien-Sammlung geschmückt wurde.

## Heutige Bedeutung
Die Isola Madre dient heute als Sehenswürdigkeit und Museum, der Palast ist nicht mehr bewohnt. Die Insel ist per Schiff erreichbar, von Stresa aus bedient ein Linienverkehr die Strecke Stresa-Isola Bella-Isola Madre-Isola dei Pescatori-Stresa.

## Bilder

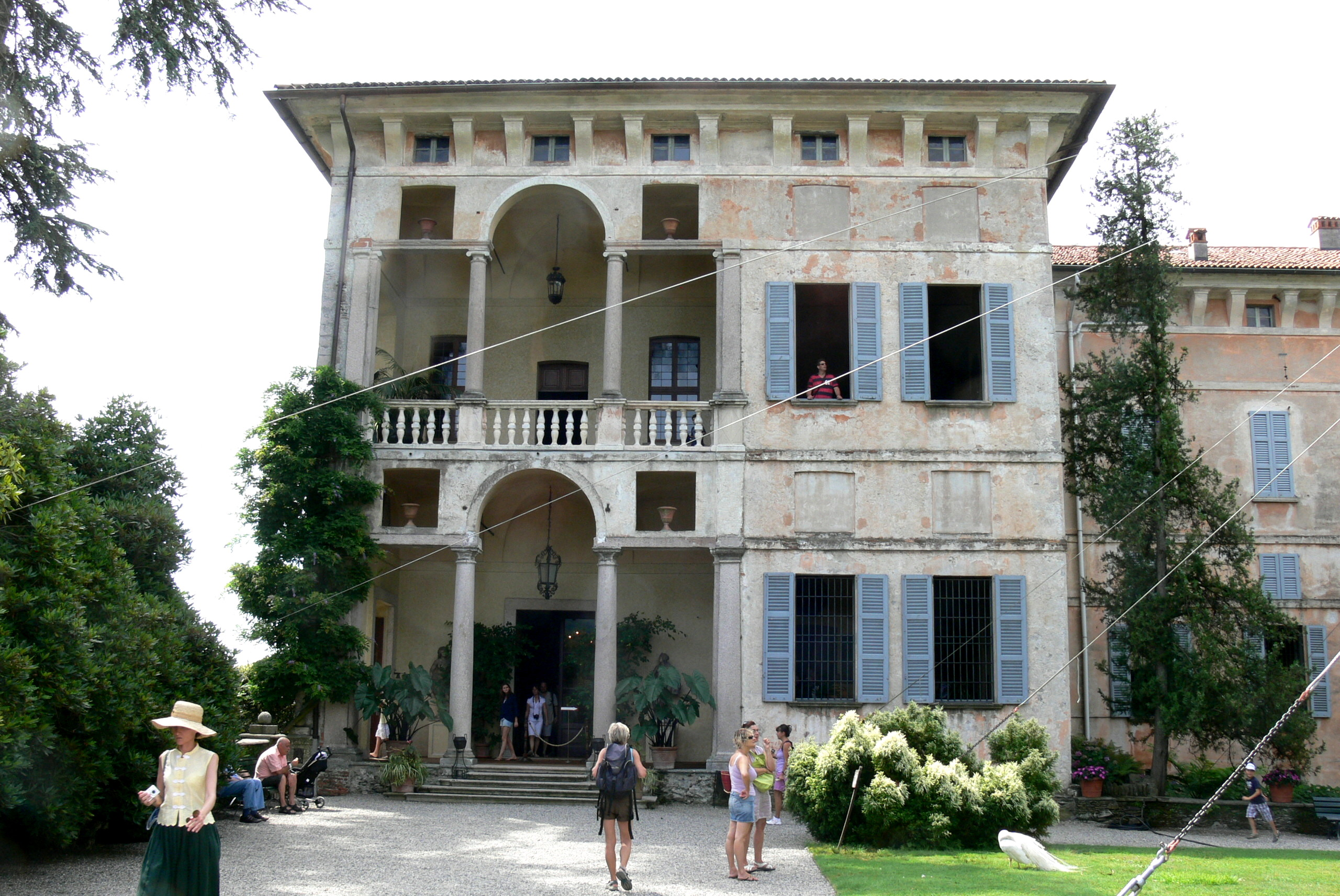
Der Palazzo Borromeo auf der Isola Madre
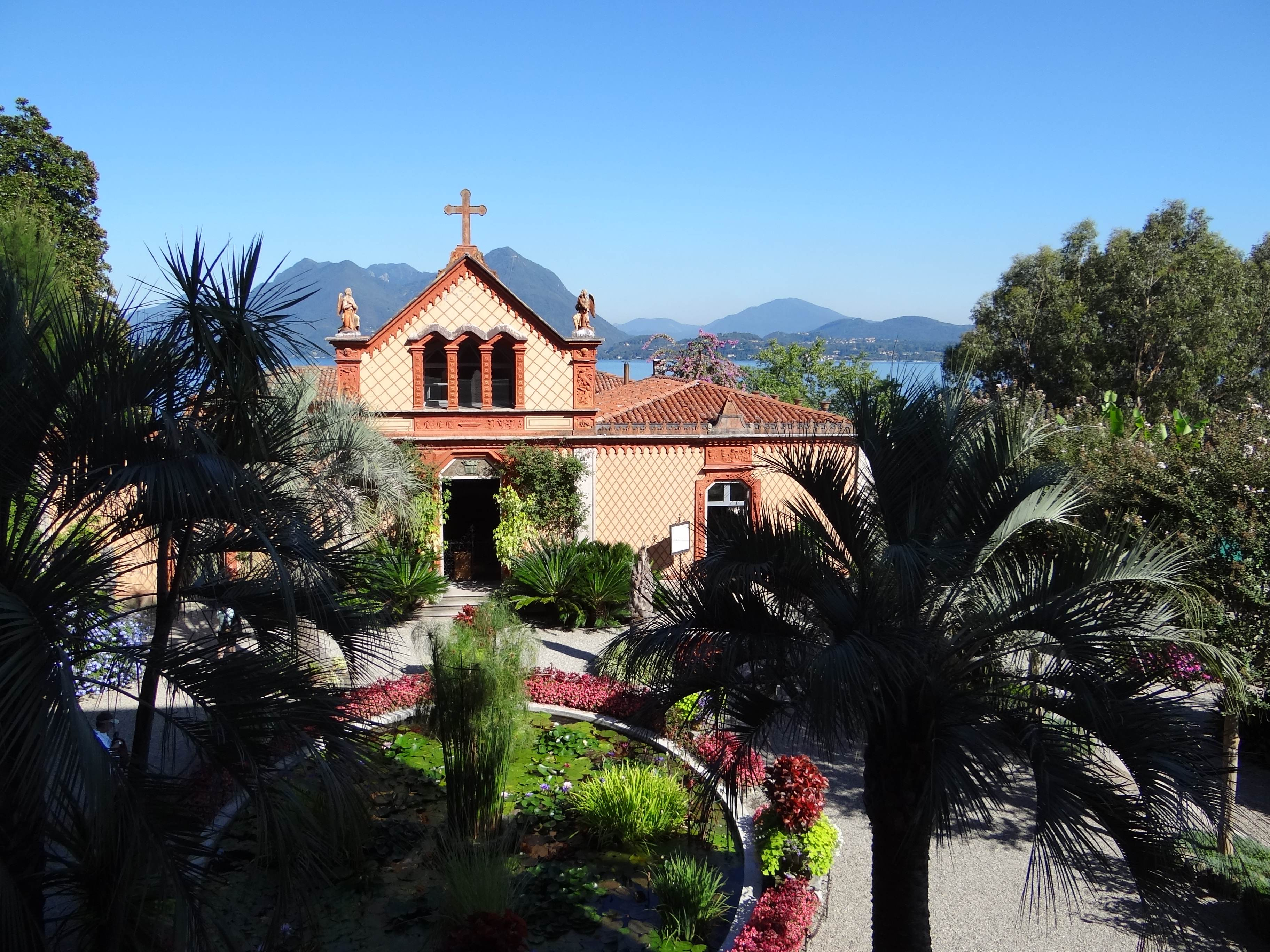
Isola Madre – Familienkapelle
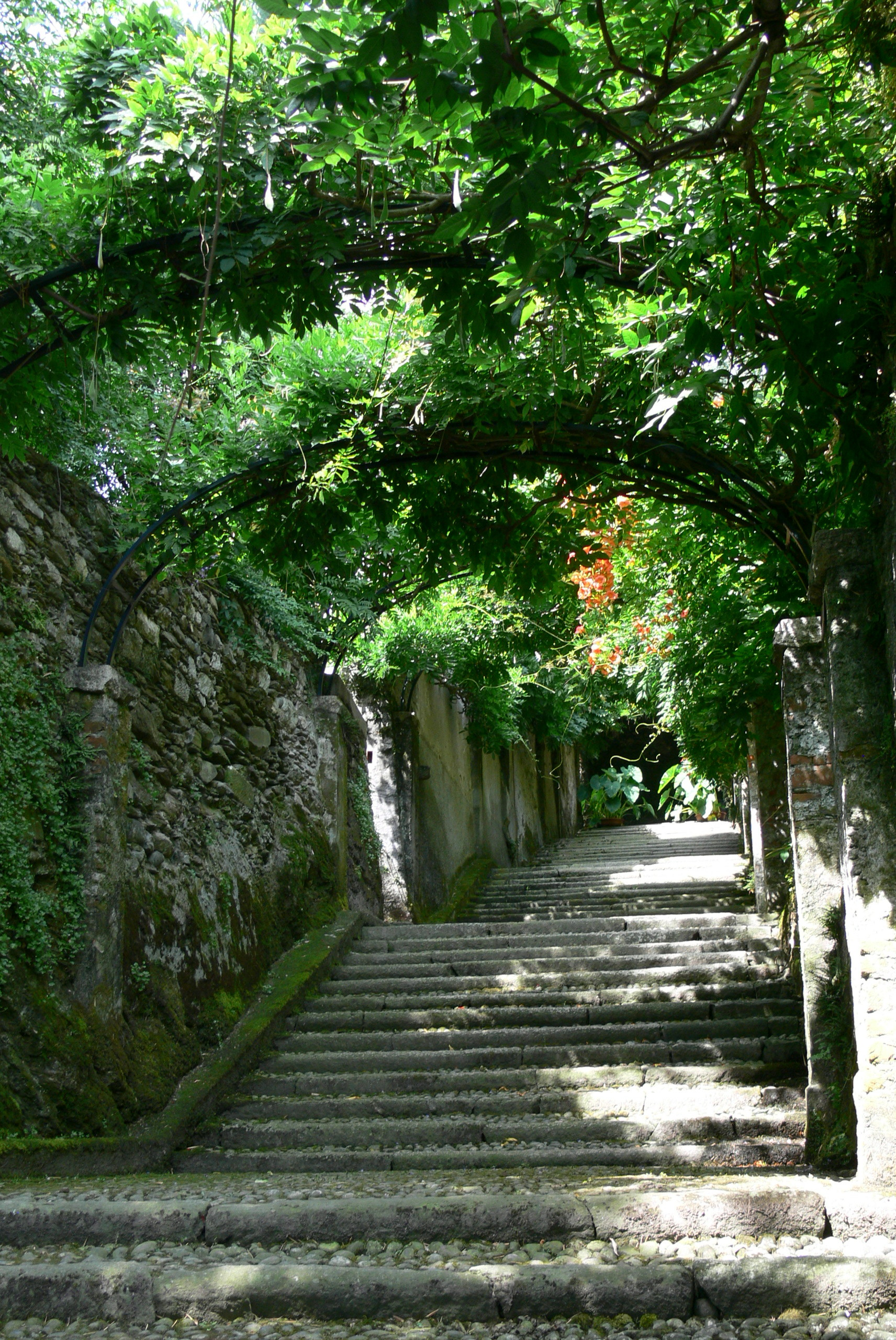
Totenstiege im Landschaftsgarten
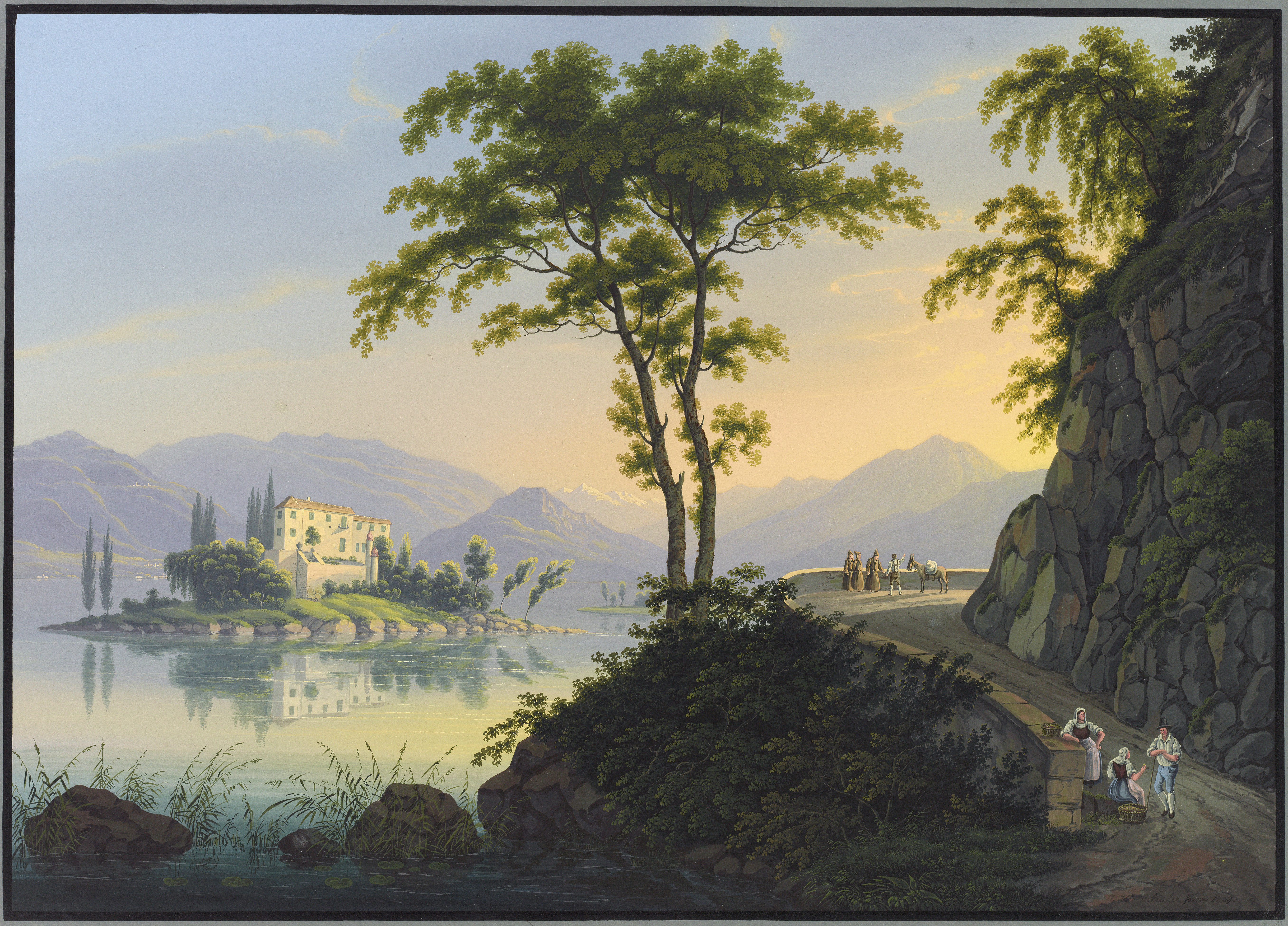
Isola Madre, 1837